# Жипов
Жипов або Жіпов (словац. Žipov) — село в Словаччині, Пряшівському окрузі Пряшівського краю. Розташоване в центральній частині східної Словаччини, у південній частині Шариської височини в долині Кановського потока.
Уперше згадується у 1405 році.
В селі є римо-католицький костел з 1825 року в стилі бароко—класицизму, палац з кінця 18 століття в стилі класицизму та садиба з першої половини 19 століття.

## Населення
| Рік:            | 1994. | 2004.   | 2014.    | 2024.   |
| --------------- | ----- | ------- | -------- | ------- |
| Кількість осіб: | 261   | 249     | 293      | 287     |
| Різниця:        |       | -4,59 % | +17,67 % | -2,04 % |

| Рік:            | 2023. | 2024.   |
| --------------- | ----- | ------- |
| Кількість осіб: | 289   | 287     |
| Різниця:        |       | -0,69 % |

В селі проживає 284 осіб.
Національний склад населення (за даними останнього перепису населення — 2001 року):
- словаки — 99,22 %,
- поляки — 0,39 %.

Склад населення за приналежністю до релігії станом на 2001 рік:
- римо-католики — 82,81 %,
- протестанти — 16,02 %,
- не вважають себе віруючими або не належать до жодної вищезгаданої церкви — 0,39 %.